# Церковь Рождества Пресвятой Богородицы в Столешниках
Церковь Рождества Пресвятой Богородицы в Столешниках — утраченный православный храм в Москве, располагавшийся на углу Петровки и Столешникова переулка. Был построен в 1620 году. Разрушен коммунистами в 1928-м. В 1997 году на месте храма поставлена памятная часовня.

## История
Кирпичная церковь была построена в 1620 году как приходская для небольшой слободы столешников-столяров. Трапезная и шатровая колокольня достроены в 1699—1702 годах, примерно того же времени и три придела: мученицы Варвары, Пафнутия Боровского, Николая Чудотворца. В 1836—1841 годах старая церковь была перестроена, трапезная была увеличена. В центральной части церкви, которая была увенчана пятиглавием, между большими апсидами и широкой трапезной, сохранялись части древних стен церкви. Украшением церкви была шатровая колокольня, сохранившая свой изначальный вид. В 1925 году церковь была отремонтирована. В последние годы перед принятием решения о сносе в здании церкви работала пивная
В начале 1926 года, в газете «Рабочая Москва», органе Московского комитета партии большевиков и Моссовета, была опубликована статья под названием «Церковь, которую надо снести». В ней говорилось:
Все знают церковь на углу Петровки и Столешникова переулка. Еще прошлым летом был поднят вопрос о сломке этой церкви, но вмешательство Главнауки приостановило разрешение этого вопроса. Главнаука на одном из куполов усмотрела признаки исторической ценности и никак не хочет лишить жителей Петровки этого «приятного соседства». Мы получили несколько писем от читателей, в которых они настаивают на сломке этого, никого не нужного здания, отчего значительно выигрывает уличное движение в этом районе.
После публикации Президиум Московского городского совета постановил «выяснить вопрос о возможности сноса» этой церкви в целях, как было сказано в постановлении, «разгрузки движения». Было решено «согласовать вопрос о сносе с Главнаукой». Однако представители Главнауки высказались против сноса. Они утверждали, что снос церковного здания никаких проблем не может разрешить, так как не мешает движению и годом ранее был проведён её ремонт. В письме они утверждали, что Рождественская церковь в основной своей части «…весьма миниатюрна и большого пространства не занимает. В начале XIX века здание было испорчено толстой штукатуркой, скрывшей древние декоративные детали; при обследованиях, начатых в 1925 году, было обнаружено, что почти все древние детали сохранились, и часть их была открыта, выявив очень изящный облик сооружения».
Против сноса здания высказались также Московское архитектурное общество, общество «Старая Москва», Государственная академия материальной культуры, представители Академии наук. Под посланным в Моссовет письмом, авторы которого просили не сносить церковь, стояло 1345 подписей. Однако 11 июля 1927 года Президиум ВЦИК РСФСР разрешил начать снос, который был осуществлен 15 сентября того же года.

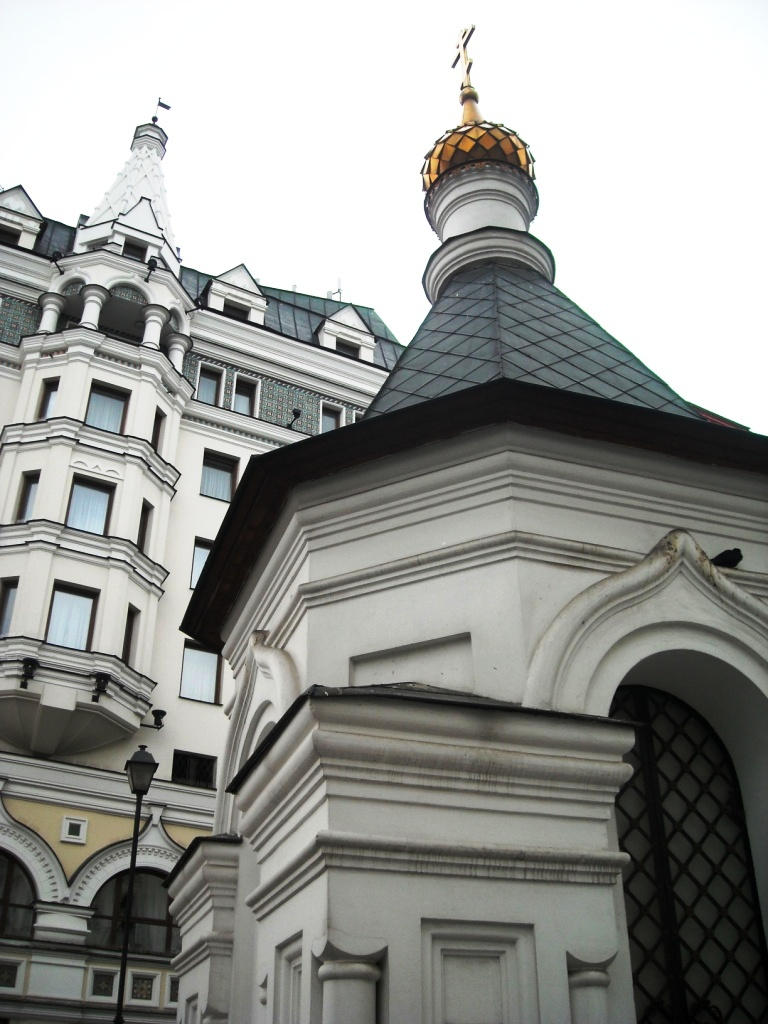
Часовня на месте храма

На освободившимся от сноса церкви участке в 1930-х годах было построено уличное кафе «Красный мак». В 1997 году на её месте поставлена памятная часовня Рождества Пресвятой Богородицы. Часовня приписана к Богородице-Рождественскому монастырю.